# Пулади, Мердад
Мерда́д Пулади́ (перс. مهرداد پولادی‎, 26 февраля 1987, Кередж) — иранский футболист, в настоящее время выступающий за клуб «Бангкок Юнайтед» и за сборную Ирана. Он играет на позиции полузащитника.

## Клубная карьера

### «Эстегляль»
В августе 2007 года Пулади перешёл из «Пайкана» в другой тегеранский клуб «Эстегляль» в числе юных футболистов, выбранных главным тренером «Эстегляля» Нассером Хеджази. Он забил свой единственный гол за «Эстеглаль» в матче (2-1) против «Фаджр Сепаси». После увольнения Хеджази и назначения на его должность Фируза Карими положение Пулади стало стремительно ухудшаться и он покинул клуб спустя 2 года после перехода в него.

### «Трактор Сази»
Сезон 2009/10 Пулади провёл в клубе «Трактор Сази». Этот сезон стал единственным у Пулади в команде из Табриза, в котором он забил 6 раз.

### «Мес Керман»
В 2010 году Пулади перешёл в клуб «Мес Керман», где отыграл полтора года, в основном на позиции полузащитника. В середине сезона 2011/2012 он не был включён в состав команды, возглавляемой Мирославом Блажевичем, и покинул команду.

### «Персеполис»
В итоге в январе 2012 года Пулади перешёл в «Персеполис», но не Пулади не мог играть за него в сезоне 2011/2012, так как его переход состоялся после закрытия трансферного окна. Однако он смог участвовать в Лиге чемпионов АФК 2012, в которой провёл 7 игр и отличился голом со штрафного удара в победном матче (3-1) против эмиратского «Аль-Шабаба». Он продлил свой контракт с «Персеполис» до двух лет, оставаясь в команде до 2014 года.
Пулади получил признание у фанатов команды за свою высокую активность в играх. В большинстве игр за этот клуб он действует на позиции левого защитника, иногда перемещаясь на позиции опорного и левого полузащитника.

### Клубная статистика
| Клуб             | Дивизион         | Сезон            | Лига | Лига | Кубок Ирана | Кубок Ирана | Азия | Азия | Всего | Всего |
| Клуб             | Дивизион         | Сезон            | Игры | Голы | Игры        | Голы        | Игры | Голы | Игры  | Голы  |
| ---------------- | ---------------- | ---------------- | ---- | ---- | ----------- | ----------- | ---- | ---- | ----- | ----- |
| Пайкан           | Про Лига         | 2006/07          | 18   | 2    | 2           | 0           | -    | -    | 20    | 2     |
| Эстегляль        | Про Лига         | 2007/08          | 28   | 1    | 1           | 0           | -    | -    | 29    | 1     |
| Эстегляль        | Про Лига         | 2008/09          | 9    | 0    | 2           | 0           | 0    | 0    | 11    | 0     |
| Трактор Сази     | Про Лига         | 2009/10          | 30   | 6    | 0           | 0           | -    | -    | 30    | 6     |
| Мес Керман       | Про Лига         | 2010/11          | 28   | 0    | 1           | 0           | -    | -    | 29    | 0     |
| Мес Керман       | Про Лига         | 2011/12          | 13   | 3    | 1           | 0           | -    | -    | 14    | 3     |
| Персеполис       | Про Лига         | 2011/12          |      |      |             |             |      |      |       |       |
| 2012/13          | Про Лига         | 20               | 0    | 3    | 0           | -           | -    | 23   | 0     |       |
| 2013/14          | Про Лига         | 1                | 0    | 1    | 0           | -           | -    | 2    | 0     |       |
| Всего за карьеру | Всего за карьеру | Всего за карьеру | 147  | 12   | 11          | 0           | 7    | 1    | 165   | 13    |

## Международная карьера
Пулади провёл на поле все 3 матча сборной Ирана (до 20 лет) на Чемпионате Азии среди молодёжных команд 2006, будучи воспитанником клуба «Пайкан». Пулади провёл игр и на Мемориале Гранаткина в 2005 году.
Он был также членом сборной Ирана (до 23 лет), принимавшей участие на летних Азиатских играх 2006.
В составе главной сборной Ирана Пулади дебютировал под руководством её тренера Карлуша Кейроша в июле 2011 года в матче против сборной Мадагаскара. Кейрош определи его на позицию левого защитника, которая стала проблематичной для сборной Ирана после ухода Мердада Минаванда и Пулади сумел зарекомендовать себя на этой позиции, закрепившись в основном составе сборной Ирана. 1 июня 2014 года он был назван в качестве игрока сборной Ирана, отправляющейся на Чемпионат мира 2014 под руководством главного тренера Карлуша Кейроша.

## Достижения
- Чемпионат Ирана
  - Чемпион: 1
    - 2008/09 в составе «Эстегляля»

  - 2-е место: 1
    - 2013/14 в составе «Персеполиса»
- Кубок Ирана
  - Финалист: 1
    - 2012/13 в составе «Персеполиса»